# Jerzy (Daniłow)
Jerzy, imię świeckie Wasilij Tymofiejewicz Daniłow (ur. 14 sierpnia 1964 w Żłobinie) – rosyjski biskup prawosławny. 

## Życiorys
Po ukończeniu szkoły średniej pracował jako kierowca. Do seminarium duchownego w Moskwie wstąpił po odbyciu służby wojskowej. W tym samym roku (1986) wstąpił jako posłusznik do ławry Troicko-Siergijewskiej. 22 grudnia 1989 złożył w niej śluby wieczyste, przyjmując imię Jerzy. W roku następnym ukończył naukę w seminarium i rozpoczął wyższe studia teologiczne w Moskiewskiej Akademii Duchownej. 9 października tego roku przyjął święcenia diakońskie, zaś 9 kwietnia 1991 został hieromnichem. Nadal zamieszkiwał w ławrze, gdzie pracował kolejno w pracowni wyrobu świec i jako ekonom. W 1995 otrzymał dyplom akademii duchownej za pracę nt. patriarchy moskiewskiego Tichona i został skierowany do pracy w seminarium duchownym jako wykładowca bizantynologii i historii Kościołów prawosławnych. W sierpniu 1998 został dyrektorem centrum patriarszego restauracyjno-architektonicznego w ławrze. Pracował przy konserwacji lub odbudowie poszczególnych świątyń ławry Troicko-Siergijewskiej zniszczonych w okresie radzieckim. 
26 grudnia 2002 Święty Synod Rosyjskiego Kościoła Prawosławnego nominował go na biskupa niżnononowogrodzkiego i arzamaskiego. Jego chirotonia miała miejsce 2 lutego 2003 w soborze Chrystusa Zbawiciela w Moskwie. 24 lutego 2006 podniesiony do godności arcybiskupiej, zaś w 2012 – do godności metropolity.
Odznaczony orderem św. Sergiusza z Radoneża II stopnia.